# DINO A LIVE
DINO A LIVE（ディノ ア ライブ）とは、株式会社On-artによる恐竜をテーマにしたライブエンターテインメント企画で、2006年から展開されている。
On-art独自の特許を取得した'DINO TECHNE'と呼ばれる着ぐるみとアニマトロニクスのような機械仕掛けの融合で動いており、日本のみならず世界14ヵ国で特許を取得。また2009年には第4回日本ものづくり大賞を受賞している。現在登場する恐竜は10種30頭以上であり、日々新たな恐竜が生まれている。

## 主な公演
- 2017年-「DINO SAFARI」(渋谷ヒカリエ)[1]
- 2018年「世界一受けたい授業 THE LIVE 恐竜に会える夏!」(横浜アリーナ、さいたまスーパーアリーナ、日本ガイシホール、大阪城ホール、マリンメッセ福岡)
- 2019年「世界一受けたい授業 THE LIVE もう一度恐竜に会える夏!」(さいたまスーパーアリーナ、大阪城ホール)
- 2020年・2021年「不思議な恐竜博物館 IN TACHIKAWA」(TACHIKAWA STAGE GARDEN)
- 2021年「TIME DIVER MESOZOIC ODYSSEY 中生代の旅」(ステージアラウンド東京)
- 2022年「TIME DIVER 夏休みスペシャル」(ステージアラウンド東京)
- 2021年・2022年「恐竜ラボ! ディノ・サバイバル」(全国ツアー)
- 2023年「恐竜ラボ!キング・オブ・ハンターズ」(全国ツアー)
- 2023年「DINO SAFARI GIGANT」(ぴあアリーナMM、ゼビオアリーナ仙台、丸善インテックアリーナ大阪予定)[2]
- 不定期「グリーンスプリングスに恐竜が住み着いた!?」(立川グリーンスプリングス)
- 2024年「ダイナソーサマーキャンプ」(有明アリーナ)
- 2024年「恐竜大夜行」(国立博物館)[3]
- 2025年「A DINOSAUR ODYSSEY」(東京ガーデンシアター)

## 出没恐竜

### 恐竜

#### 獣脚類
ティラノサウルス
全長8.0mの若年成体のほか、全長12mの老体と全身が羽毛に覆われた全長7.0mの幼体が実装されている。
アロサウルス
DINO A LIVEで初めて実装された恐竜。全長は6.5m。
ラプトル(ダコタラプトル)
当初はラプトルという名称だったが、2021年よりダコタラプトルに改められた。
ユタラプトル
2018年に実装。全長は4.5mほど、鮮やかな羽毛に覆われており求愛行動などが再現される場合が多い。
フクイラプトル
福井県立恐竜博物館監修のもと実装。
スコミムス
2019年に実装。全長9.0mと二足歩行恐竜としては2025年現在最大。
ギガノトサウルス
2023年に実装。全長8.2mの若年成体が実装されている。

#### 竜脚形類
ブラキオサウルス
2021年に実装。全長12.0mの若年成体が実装されているが、2025年現在DINO A LIVEとしては最大の恐竜。

#### 剣竜類
ステゴサウルス
全長7.0mの雌雄と、全長3.0mの幼体が実装されている。

#### 曲竜類
アンキロサウルス
2023年に実装。全長8.0mの成体が実装されている。

#### 鳥脚類
フクイサウルス
福井県立恐竜博物館監修の元2022年に実装。
コリトサウルス
2022年に実装。全長4.5mの幼体が実装されている。

#### 堅頭竜類
パキケファロサウルス
2023年に実装。全長は4.5m。

#### 角竜類
トリケラトプス
2017年に実装。全長7.0mの成体と全長3.0mの幼体が実装。背中に生えていたとされる棘状の羽毛も再現されている。

### 恐竜以外の古代生物
ゲオステルンベルギア
2025年現在、DINO A LIVEでは唯一恐竜ではない古生物。歩行時の姿が再現されている。